# Israel Open 2010
L'Israel Open 2010 è stato un torneo professionistico di tennis maschile giocato sul cemento, che faceva parte dell'ATP Challenger Tour 2010. Si è giocato a Ramat HaSharon in Israele dal 3 all'8 maggio 2010.

## Partecipanti

### Teste di serie
| Nazionalità   | Giocatore        | Ranking* | Testa di serie |
| ------------- | ---------------- | -------- | -------------- |
| Israele       | Dudi Sela        | 67       | 1              |
| Taipei cinese | Lu Yen-hsun      | 78       | 2              |
| Germania      | Rainer Schüttler | 85       | 3              |
| Brasile       | Thiago Alves     | 116      | 4              |
| Austria       | Stefan Koubek    | 117      | 5              |
| Israele       | Harel Levy       | 122      | 6              |
| Turchia       | Marsel İlhan     | 123      | 7              |
| Regno Unito   | Alex Bogdanović  | 156      | 8              |

- Ranking al 26 aprile 2010.

### Altri partecipanti
Giocatori che hanno ricevuto una wild card:
- Gilad Ben Zvi
- Noam Okun
- Rainer Schüttler
- Amir Weintraub

Giocatori passati dalle qualificazioni:
- Grigor Dimitrov
- Tal Eros
- Mikhail Ledovskikh
- Juho Paukku

## Campioni

### Singolare
Conor Niland ha battuto in finale  Thiago Alves con il punteggio di 5–7, 7–6(5), 6–3

### Doppio
Jonathan Erlich /  Andy Ram hanno battuto in finale  Alexander Peya /  Simon Stadler con il punteggio di 6–4, 6–3